# Les Poussins, Parc de la Citadelle
 (décembre 2018).
Les Poussins, Parc de la Citadelle est un parc d'attractions situé à Lille, en France.

## Histoire
André Meunier et sa femme sont enfants de forains et s'installent sur le site de la Citadelle de Lille en 1986. Ils rachètent la buvette située à l’entrée du parc de la Citadelle et le terrain municipal adjacent. La seule attraction était le petit train conduit par Nounours, qui existe depuis les années '60. L'oncle d'André Meunier tenait le Jardin d'acclimatation à Paris et prêta main-forte pour monter le projet Parc des Poussins. Il s'appelait Poussin, ce qui explique l'origine du nom du parc. André Meunier désirait transformer le site en parc de ville à l’image du jardin de son oncle.
À l'origine, le parc était en mauvais état et les animaux du parc zoologique de Lille et les attractions étaient mélangés. La fréquentation du parc d'attractions a triplé en 25 ans.
En 2011, le parc fête ses 25 ans en proposant huit week-ends d'animations (carnaval, marionnettes, écologie, concours de dessin, moules-frites durant la braderie de Lille, Halloween, etc.). Cette même année, la direction est remplacée car le fils Arnaud Meunier succède à son père, André. De plus, le parc se dote d'une mascotte pour la première fois : KinKin le Poussin. Fabriquée à Manchester, elle a été dessinée par la femme d'Arnaud, Laura, issue d'une famille de forains elle aussi. La célèbre chanson du P’tit Quinquin d'Alexandre Desrousseaux est la source d'inspiration de son nom.
Après 31 ans d'existence, le parc des Poussins ferme le 5 novembre 2017. Il sera remplacé pour le printemps 2018 par le Cita-Parc.
C’était la famille Meunier qui était l’opérateur des manèges de la Citadelle et elle a perdu l’appel d’offres qu’avait lancé la mairie.
Thierry Fééry, l’artisan de la Grande Fête lilloise du cirque, reprend les rênes de cette sortie familiale.

## Le parc d'attractions
L’entrée du parc destiné aux enfants de 1 à 10 ans est gratuite. Tarifs manège : 2 € le ticket à retirer en caisse centrale.

### Montagnes russes

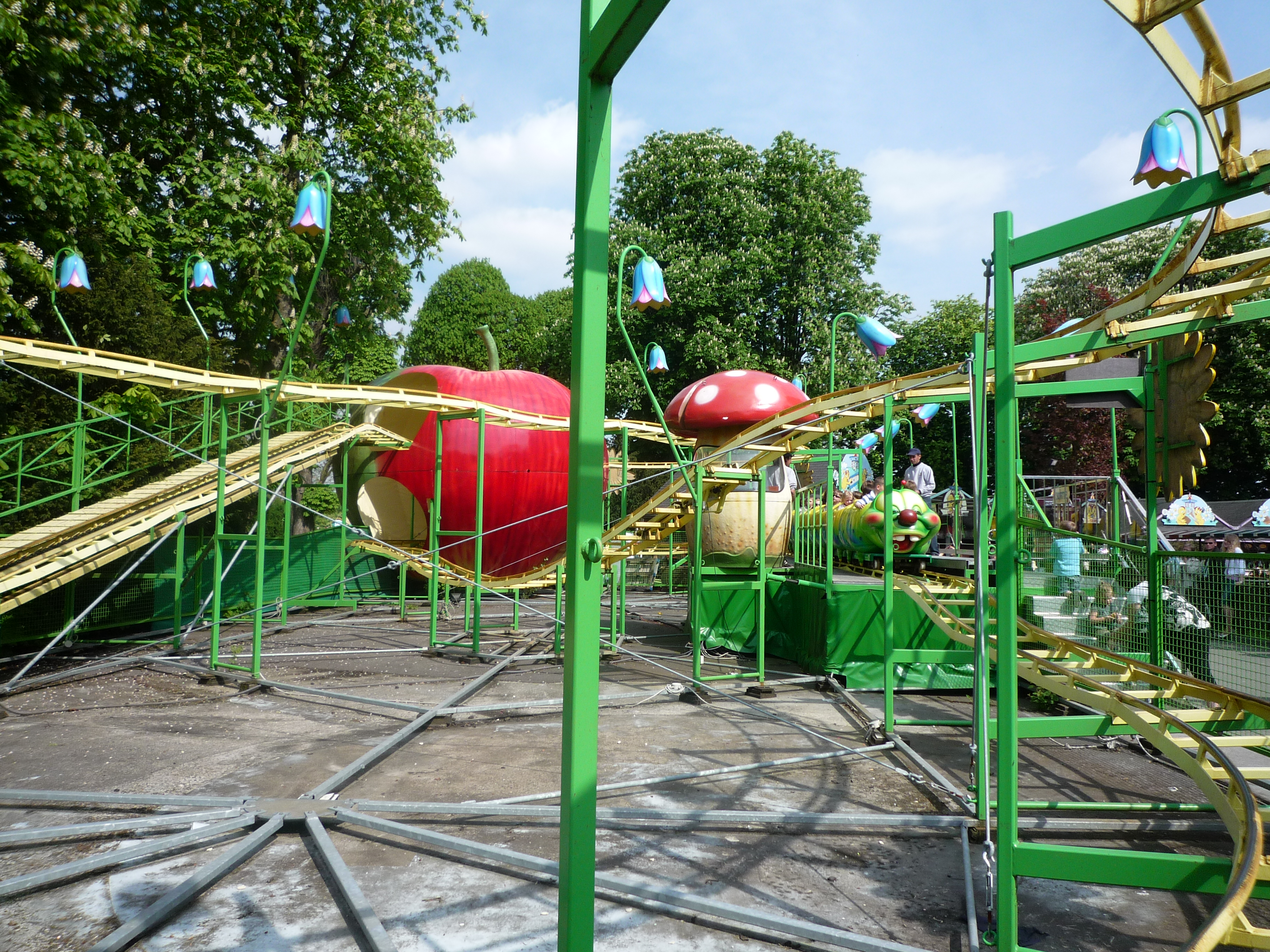
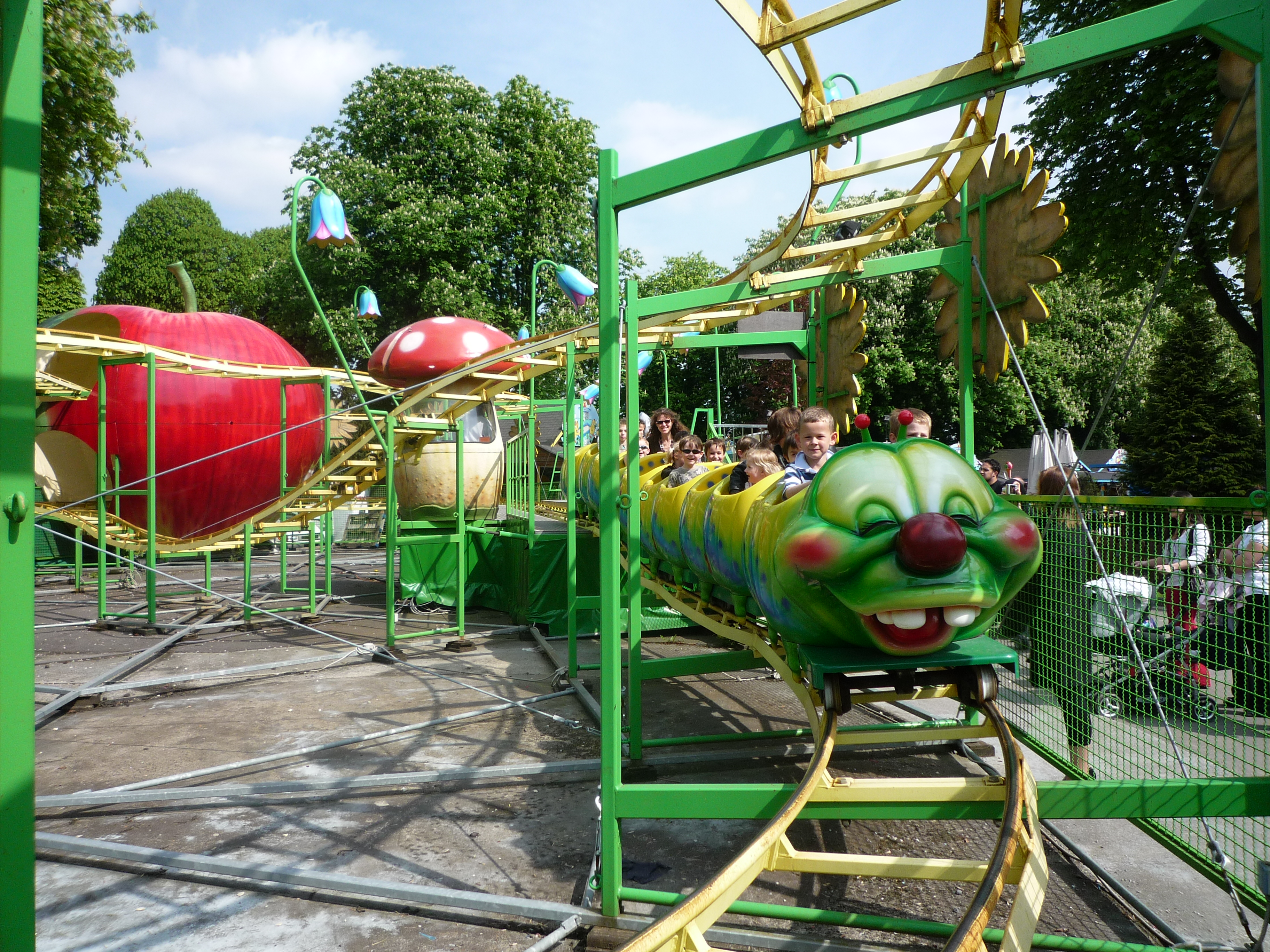
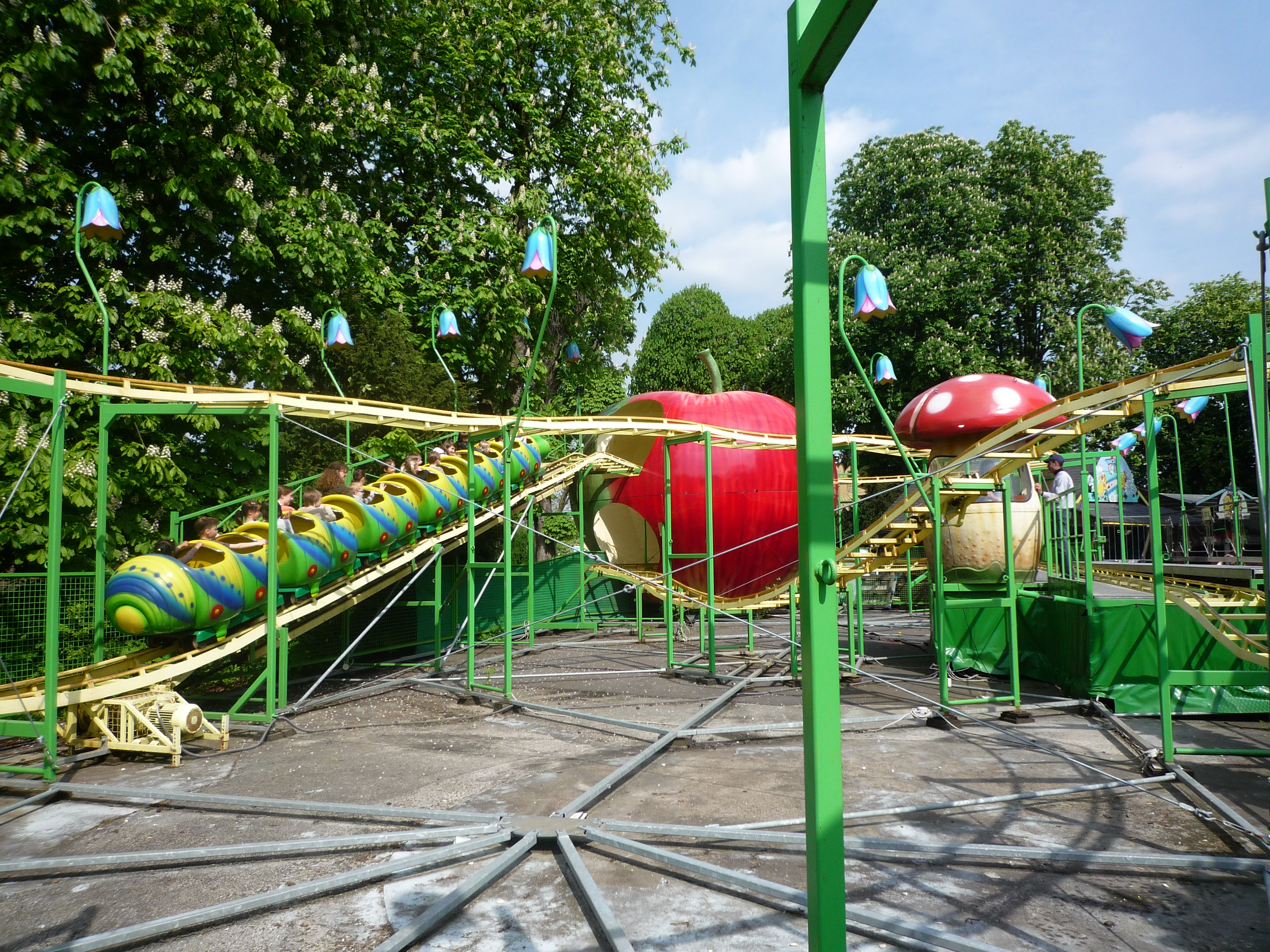

| Nom                         | Type                      | Constructeur | Année      |
| --------------------------- | ------------------------- | ------------ | ---------- |
| Pomme Anciennement Chenille | Assises junior Wacky Worm | Pinfari      | Avant 2004 |

### Autres attractions
- Le petit train
- La plaine de jeux
- Le carrousel
- La roue : grande roue junior
- La galopade : Chevaux Galopants
- Les trampolines
- Le tir : stand de tir
- La pêche : pêche au canard
- Le baby 3000 : carrousel
- Les tamponneuses : auto-tamponneuse
- Le palais : Air Hockey
- Le baron rouge : manège avions
- Les tacots 1900 : ballade en tacots
- Les bateaux : bûches junior (2008)
- Jeux gratuits : château, toboggans, etc.

## Galerie

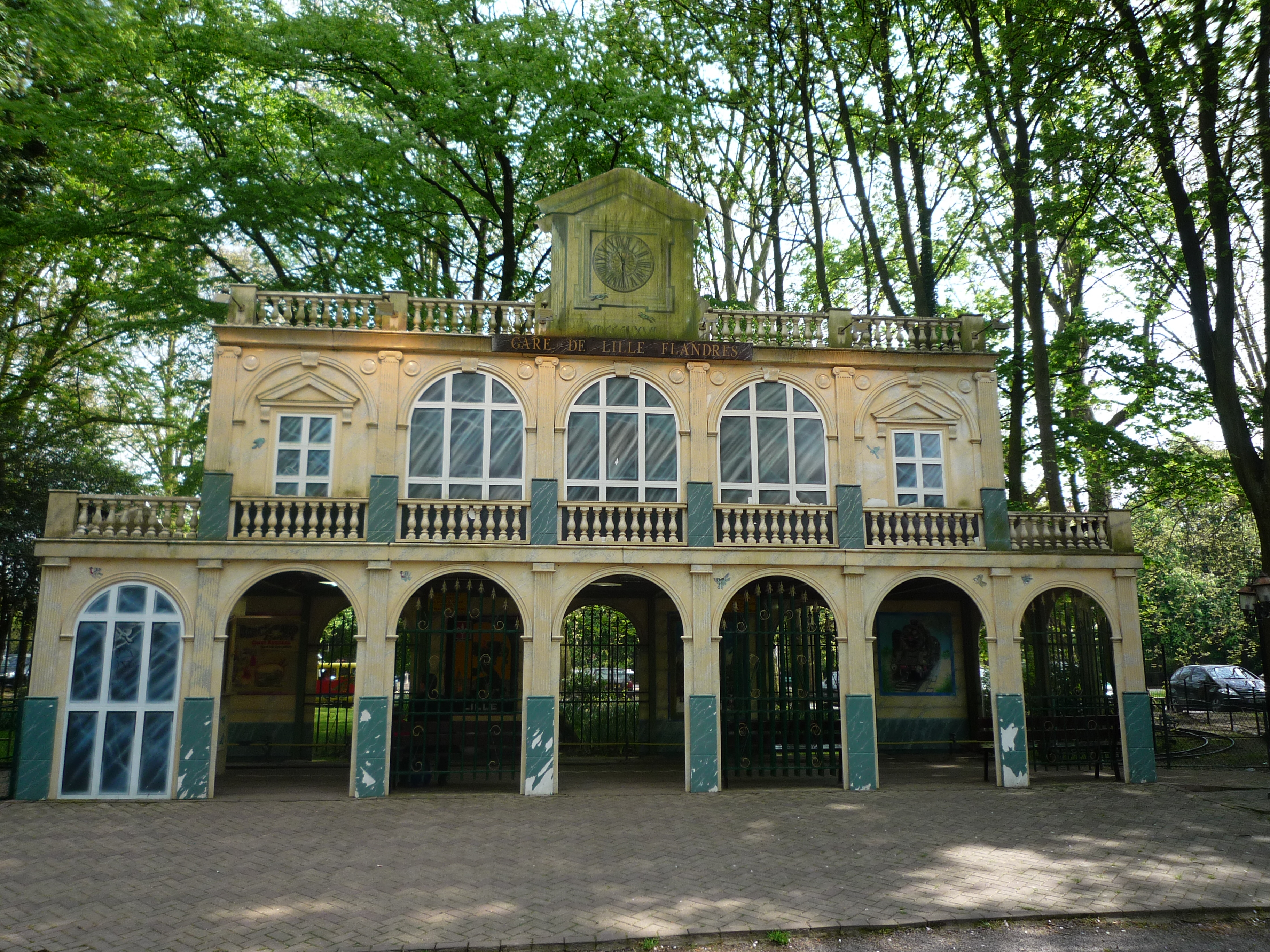
Gare du petit train
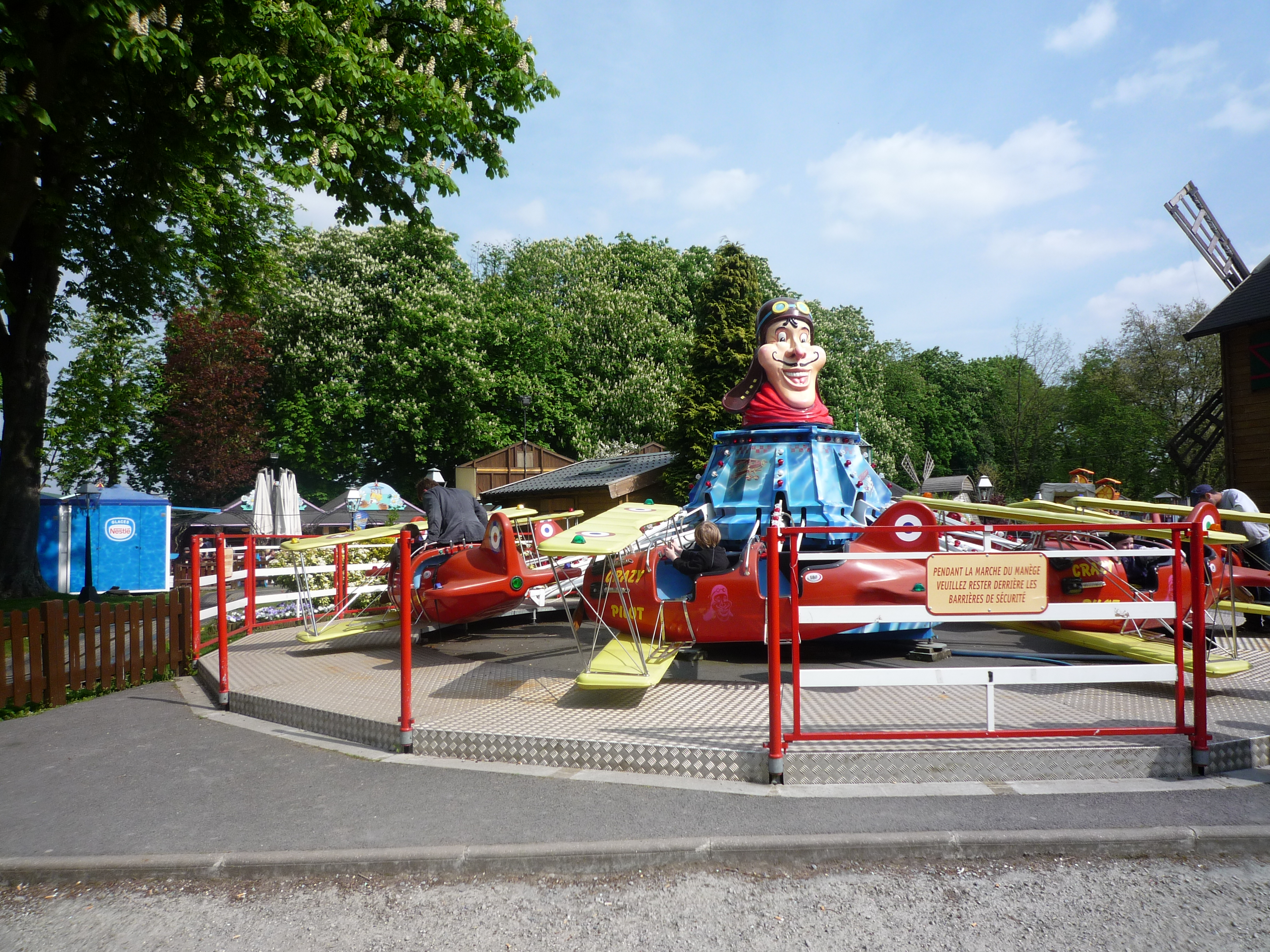
Le baron rouge
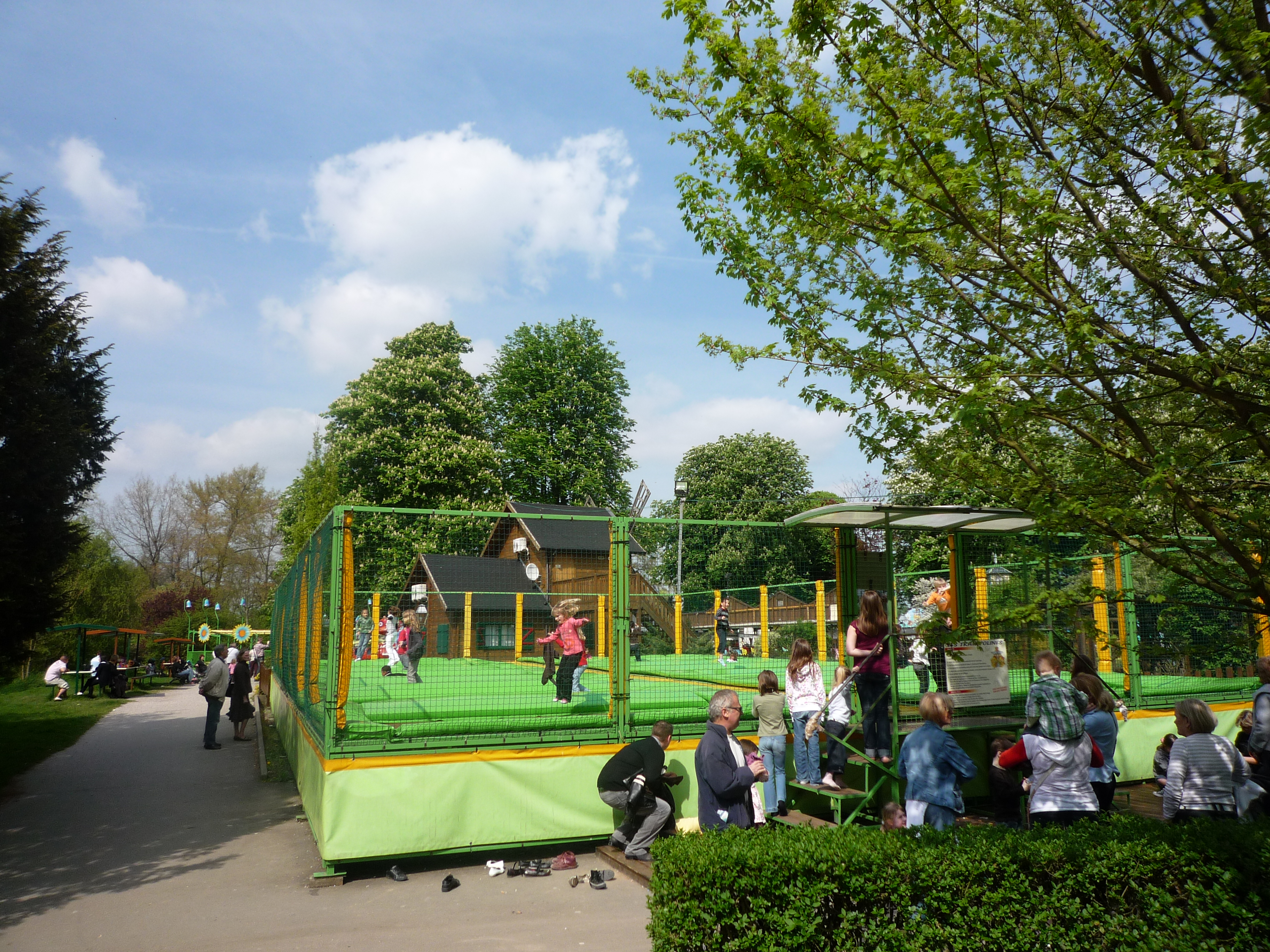
Les trampolines
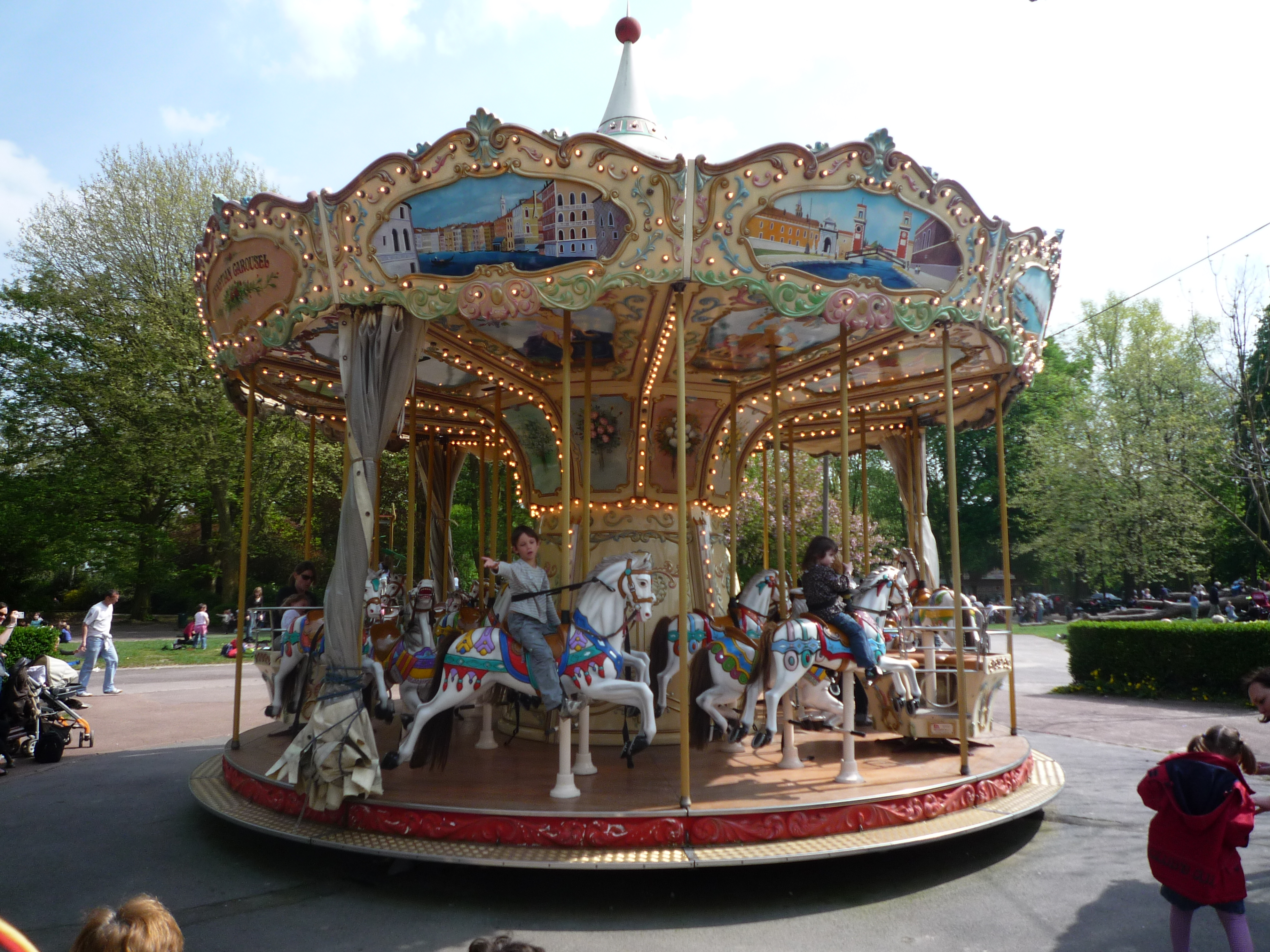
Le carrousel
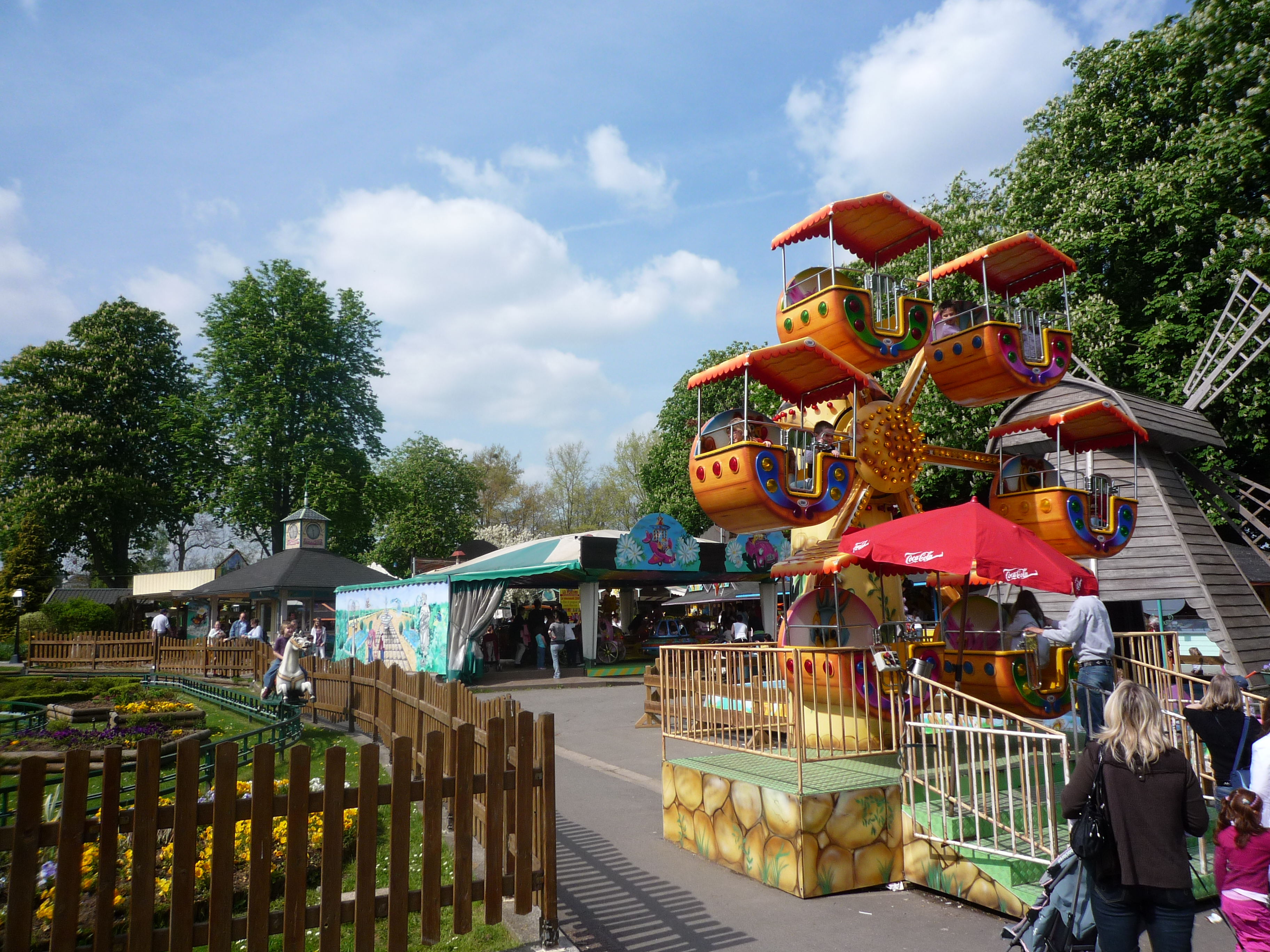
La galopade et la roue
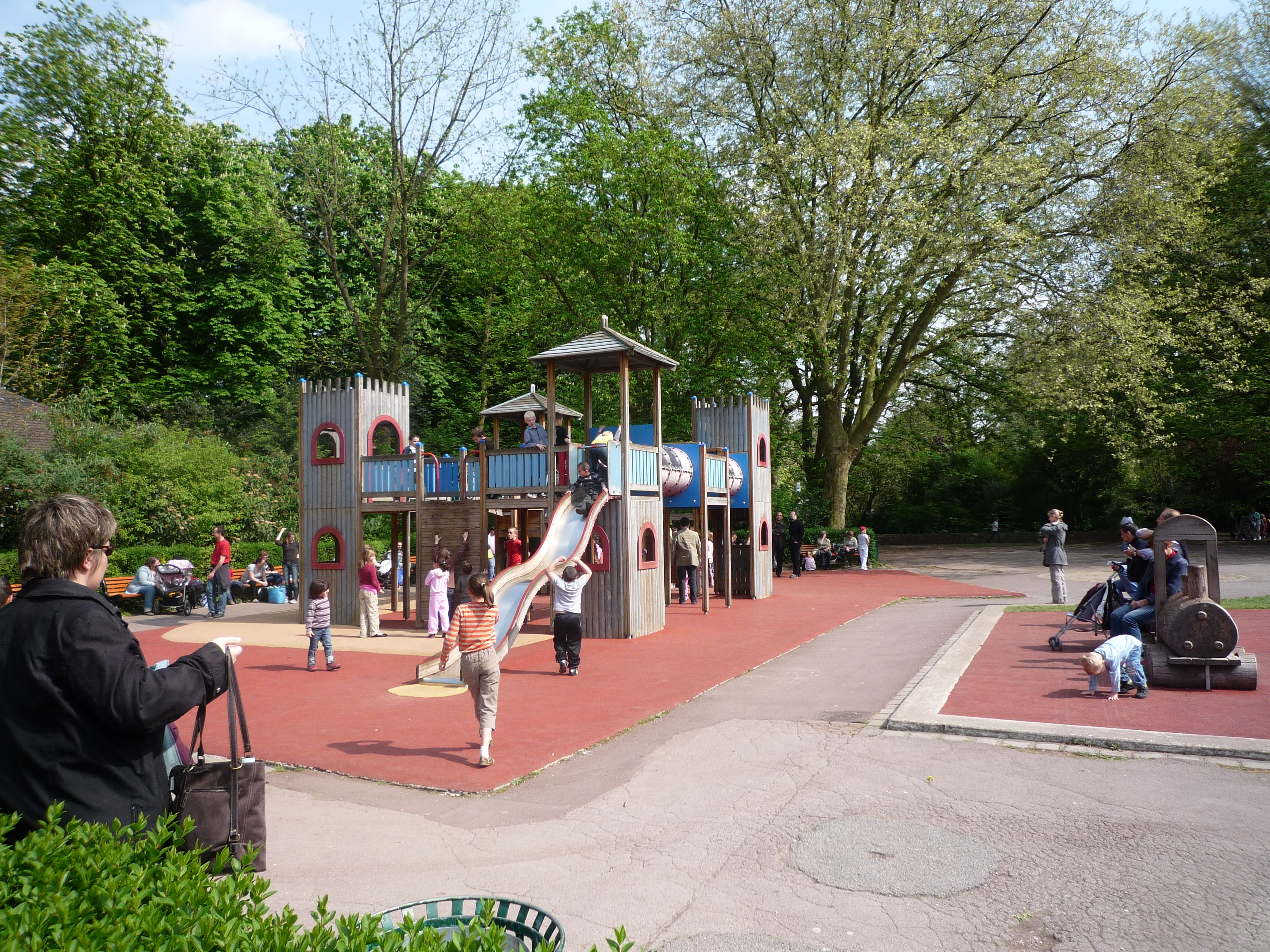
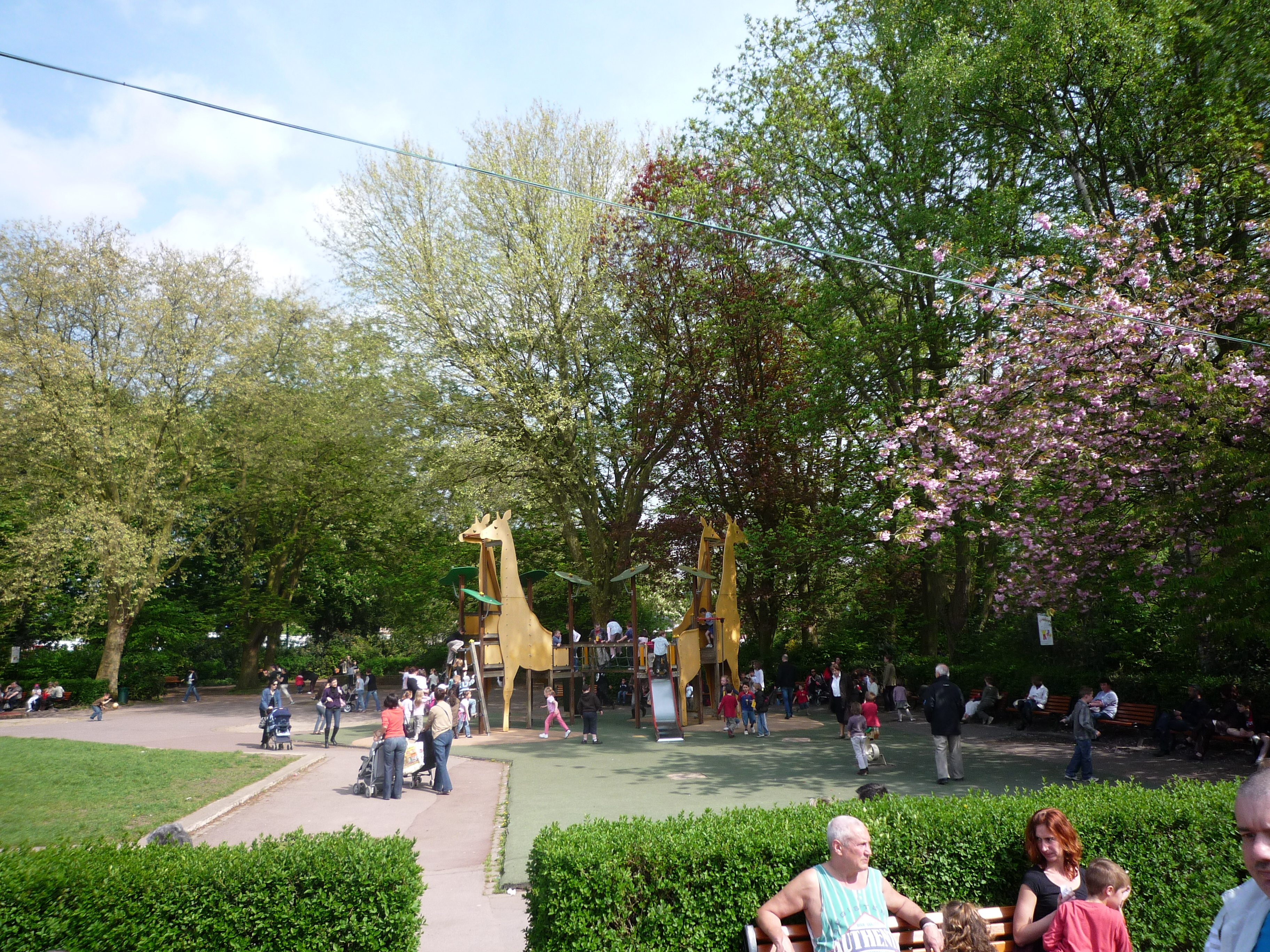